# Jang Yun-chang
Jang Yun-chang (* 10. September 1960 in Nonsan; † 30. Mai 2025) war ein südkoreanischer Volleyballspieler.

## Leben
Jang Yun-chang gewann 1978 mit der südkoreanischen Nationalmannschaft bei den Asienspielen in Bangkok die Goldmedaille und wurde Vierter bei der Weltmeisterschaft in Italien. Es folgten Bronze bei den Asienspielen 1982 sowie Silber 1986 und 1990. Zudem gehörte er zum Kader bei den Olympischen Sommerspielen 1984 in Los Angeles sowie 1988 in Seoul.
Beruflich war Jang als Professor für Sport an der Kyonggi University tätig.